# Samurai senza padrone
Samurai senza padrone (Kôya no surônin) è una serie televisiva giapponese in 54 episodi trasmessi per la prima volta dal 1972 al 1973.
È una serie d'azione incentrata sulle vicende del samurai Kujuro Toge e sulla sua sete di vendetta. Toge è interpretato da Toshirō Mifune che fu anche produttore insieme a Yoshio Nishikawa.

## Personaggi e interpreti
- Kujuro Toge, interpretato da Toshirō Mifune.
- Konosuke Aiu, interpretato da Shun Oide.
- Jirokichi, interpretato da Jiro Sakagami.
- Ofumi, interpretato da Meiko Kaji.
- Bitsu, interpretato da Yuko Hamada.
- Ichinosuke Sekine, interpretato da Shoji Taiki.
- Kai Horita, interpretato da Akira Kume.
- Shimpachi Ikuta, interpretato da Shinjiro Ebara.
- Narratore, interpretato da Minori Terada.

## Produzione
La serie fu prodotta da Mifune Productions e TV Asahi. Le musiche furono composte da Shunsuke Kikuchi.

## Distribuzione
La serie fu trasmessa in Giappone dal al  sulla rete televisiva TV Asahi. In Italia è stata trasmessa nel 1983 su RaiDue con il titolo Samurai senza padrone.
Alcune delle uscite internazionali sono state:
- negli Stati Uniti (Ronin of the Wilderness)
- in Italia (Samurai senza padrone)